# Johann Henrich Korff
Johann Henrich Korff (* 18. März 1776 in Rehren im Landkreis Schaumburg; † 1. Juli 1831 ebenda) war ein deutscher Landwirt und Mitglied der Landstände der Landgrafschaft Hessen.

## Leben
In seinem Heimatort bewirtschaftete Henrich Korff als Kolon ein Landgut.
Von 1815 bis 1817 hatte er für die Grafschaft Schaumburg (hessischer Anteil) ein Mandat für die Landstände der Landgrafschaft Hessen. Nachfolgerin der Landstände waren ab 1820 die Landstände des Großherzogtums Hessen. 